# Velles
Velles é uma comuna francesa na região administrativa do Centro, no departamento Indre. Estende-se por uma área de 64,23 km². Em 2010 a comuna tinha 993 habitantes (densidade: 15,5 hab./km²).